# 黃斑光鰓雀鯛
黃斑光鰓雀鯛（学名：Chromis flavomaculata），又名黃斑光鰓魚、厚殼仔，为條鰭魚綱鱸形目雀鯛科光鰓魚屬下的一个种，该物种分布于西太平洋2個地區，一為台灣、日本南部及琉球群島；另一為澳洲東部、豪勳爵島及新喀里多尼亞海域，深度6至40公尺，本體體呈卵圓形且側扁，體色為灰褐色，胸鰭基部有一黑色圓斑，背、臀鰭大部分為暗色，胸、腹鰭灰色、尾鰭灰褐色，背鰭硬棘13-14枚、背鰭軟條11-13枚、臀鰭硬棘2枚、臀鰭軟條10-11枚，體長可達16公分，棲息於潟湖、外海珊瑚礁、巨石底部和熔岩懸崖，成群活動，以浮游生物為食，繁殖期時會成對出現，雄魚會守護魚卵直到孵化，可作為食用魚或觀賞魚。